# کلیمبازول
کلیمبازول (انگلیسی: Climbazole) یک داروی ضد قارچ موضعی است که معمولا در درمان عفونت‌های قارچی پوست انسان مانند شوره سر و اگزما به کار می‌رود. کلیمبازول در شرایط in vitro و in vivo اثربخشی بالایی در برابر Malassezia spp نشان داده است. به نظر می رسد که این دارو نقش مهمی در پاتوژنز شوره سر دارند. ساختار شیمیایی و خواص آن مشابه سایر قارچ‌کش‌ها مانند کتوکونازول و میکونازول است.

## موارد مصرف و فرمولاسیون
این ماده بیشتر به عنوان یک ماده فعال در محصولات ضد شوره و ضد قارچ بدون نسخه از جمله شامپوها، لوسیون‌ها و نرم‌کننده‌ها یافت می شود. ممکن است با سایر مواد فعال مانند پیریتیون روی یا تری‌کلوسان همراه باشد.

## اثرات جانبی
ممکن است باعث تحریک موضعی پوست با علائمی مانند قرمزی، بثورات و خارش شود.